# Lansing (Kansas)
Lansing és una població dels Estats Units a l'estat de Kansas. Segons el cens del 2006 tenia 10.705 habitants.

## Demografia
Segons el cens del 2000, Lansing tenia 9.199 habitants, 2.435 habitatges, i 1.913 famílies. La densitat de població era de 416,9 habitants/km².
Dels 2.435 habitatges en un 42,2% hi vivien nens de menys de 18 anys, en un 65% hi vivien parelles casades, en un 9,4% dones solteres, i en un 21,4% no eren unitats familiars. En el 18,4% dels habitatges hi vivien persones soles el 7,1% de les quals corresponia a persones de 65 anys o més que vivien soles. El nombre mitjà de persones vivint en cada habitatge era de 2,79 i el nombre mitjà de persones que vivien en cada família era de 3,17.
Per edats la població es repartia de la següent manera: un 22% tenia menys de 18 anys, un 8,8% entre 18 i 24, un 38,5% entre 25 i 44, un 23,1% de 45 a 60 i un 7,5% 65 anys o més.
L'edat mediana era de 36 anys. Per cada 100 dones de 18 o més anys hi havia 184,9 homes.
La renda mediana per habitatge era de 60.994$ i la renda mediana per família de 65.639$. Els homes tenien una renda mediana de 36.326$ mentre que les dones 28.315$. La renda per capita de la població era de 21.655$. Entorn de l'1,9% de les famílies i el 2,4% de la població estaven per davall del llindar de pobresa.

## Poblacions més properes
El següent diagrama mostra les poblacions més properes.